# Centro spaziale di Andøya
Il centro spaziale di Andøya (in norvegese Andøya Rakettskytefelt) è un cosmodromo situato sull'isola di Andøya, appartenente all'arcipelago di Vesterålen, nella Norvegia settentrionale. Più di 1200 razzi-sonda sono stati lanciati da questo sito dal 1962.
Il centro spaziale è un'installazione civile di proprietà del Ministero per il commercio e l’industria per il 90% e della compagnia Kongsberg Defence & Aerospace per il 10%.

## Storia
Il primo lancio è avvenuto il 18 agosto 1962. La massima altezza è stata raggiunta il 18 gennaio 2008 con un razzo-sonda Black Brant 12 della NASA.
Nel 1995 un razzo-sonda lanciato da Andøya per scopi scientifici ha destato allarme presso le forze missilistiche russe, che, dopo aver analizzato la traiettoria di volo del razzo, pensavano potesse trattarsi di un attacco nucleare statunitense. Il presidente russo Boris El'cin è stato messo in allerta, preparandosi ad ordinare un contrattacco nucleare. Fortunatamente, gli operatori radar si accorsero dopo un po' che il razzo non era diretto verso la Russia. Questo fatto è passato alla storia come incidente del missile norvegese.